# Rechazado de la plata
El rechazado de la plata es una técnica de trabajo de este metal desarrollada en la época del Virreinato del Perú y que participa híbridamente del repujado y del cincelado.
El "rechazado" se practica golpeando de afuera hacia adentro, de modo que se obtiene una especie de negativo del repujado y se complementan los efectos poco profundos del cincelado consiguiéndose finalmente un efecto de bajorrelieve.
Aún se siguen elaborando piezas de plata con este tipo de trabajo en el Perú